# Automolis titan
Automolis titan är en fjärilsart som beskrevs av Talbot 1929. Automolis titan ingår i släktet Automolis och familjen björnspinnare. Inga underarter finns listade i Catalogue of Life.